# یونومیا (افسانه)

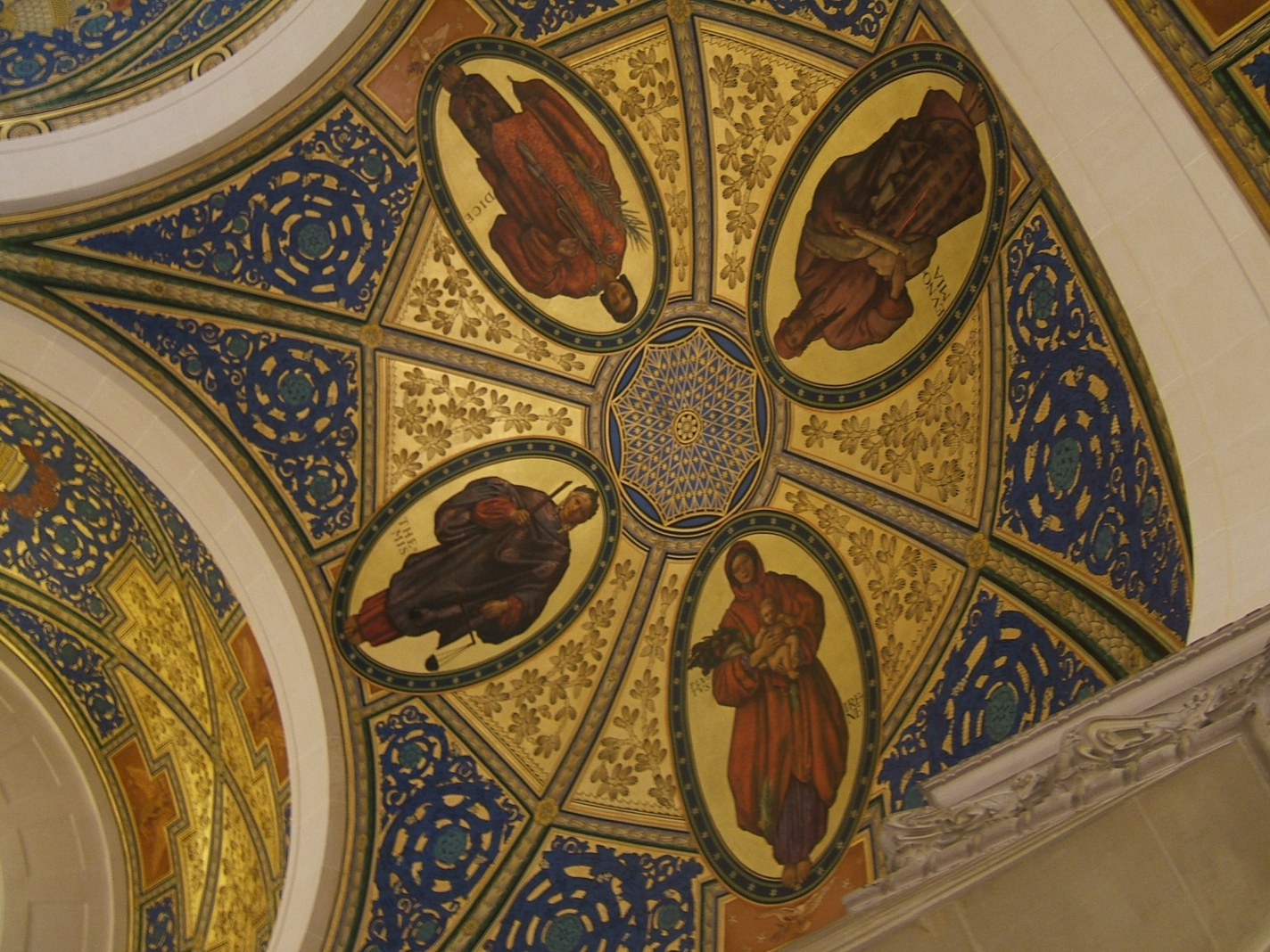
یونومیا در بالا سمت راست است.

یونومیا (به یونانی: Εὐνομία) و (به انگلیسی: Eunomia) به معنی نظم درست و حکومت با قوانین درست، یک ایزدبانوی یونانی قانون و قانون‌گاری و دختر تمیس و زئوس بود.